# Release (Pearl Jam)
"Release" is een nummer van de Amerikaanse rockband Pearl Jam en is het afsluitende nummer op het debuutalbum Ten van de band uit 1991 (dat in de Verenigde Staten 13 miljoen keer verkocht is).
Het nummer werd voor het eerst op 22 oktober 1990 gespeeld tijdens het allereerste optreden van de band (toen nog onder de naam Mookie Blaylock). Sindsdien is het zeer regelmatig tijdens liveoptredens te horen, in sommige gevallen als openingsnummer. In de jaren 2007–2009 werd het nummer slechts vijfmaal live gespeeld.

## Betekenis
Time schrijft over het nummer: "Er is geen songtekst bij het album beschikbaar, misschien omdat het onderwerp voor Vedder te pijnlijk is. Het beschrijft het gevoel van het verleden te omhelzen, met alle pijn en controversie, en een nieuwe weg in te slaan. Vedder zingt: "I'll ride the wave / Where it takes me", en stelt zich voor dit voor zijn verdwenen vader te zingen, en dat hij uniek is, maar toch ook een mengsel van zijn vader en zijn verleden. "I'll hold the pain / Release me", dat is een gezonde houding in een muziekgenre dat door middelbareschoolpassies wordt beheerst. Als hij dit volhoudt, kan de zonderling die een rockster werd nu misschien de baas van de klas worden".